# Philoctetes (Sophocles)

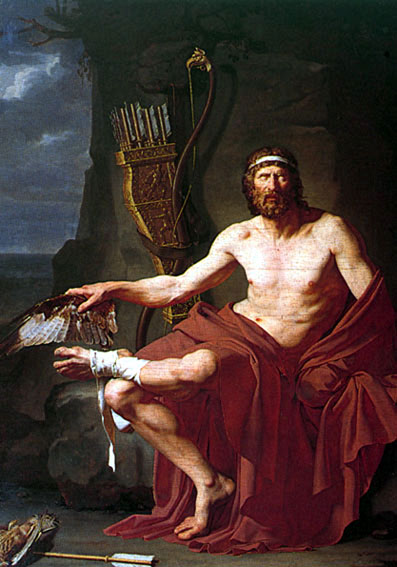
Filoktetes op het eiland Lemnos (Drouais, 1788)

Filoktetes (Oudgrieks Φιλοκτήτης, Lat. Philoctetes) is een Attische tragedie van de oud-Griekse toneeldichter Sofokles. Het werk werd opgevoerd te Athene in 409 v.Chr.

## Synopsis
Kort voor het einde van de Trojaanse Oorlog brengt Odysseus Achilleus' zoon Neoptolemos samen met enkele soldaten naar het eiland Lemnos, waar de Achaïers tien jaar eerder de held Filoktetes, in zijn voet gebeten door een adder, aan zijn lot overlieten. Neoptolemos moet hem volgens plan mee naar Troje lokken; de ziener Helenos verklaarde immers dat Troje niet kan vallen zonder de magische boog van Filoktetes (een erfenis van Herakles).
Neoptolemos is aanvankelijk voor het plan gewonnen, maar krijgt medelijden met de arme Filoktetes, en beseft dat Odysseus maar één doel heeft: Filoktetes' wapens stelen. Wanneer Neoptolemos zich ontfermt over de zieke, verschijnt Herakles (deus ex machina) met de boodschap dat het Zeus' wil is dat Filoktetes zelf mee naar Troje gaat.

## Nederlandse vertalingen
- 1793 – Philoctetes, op het eiland Lemnos – A.L. Barbaz (via de Franse vertaling van La Harpe)[1]
- 1855 – Philoktetes: treurspel naar het Grieksch van Sofokles – S.J.E. Rau (metrisch)
- 1856 – Filoktetes op het eiland Lemnos – Jacob van Lennep
- 1882 – Philoktetes – J. van Leeuwen
- 1884 – De Philoktetes van Sophokles – A. Flament
- 1903 – Philoktetes – L.A.J. Burgersdijk
- 1933 – Philoctetes – L. de Jong
- 1949 – Philoktetes – J.M. van Buytenen
- 1955 – Philoktetes – J.J.M. van Doornik
- 1958 – Filoktetes – Anton van Wilderode[2]
- 1959 – Philoktetes – Jos De Haes
- 1972 – Philoctetes – Emiel De Waele
- 1989 – Philoctetes – Jan Pieters
- 1991 – Filoktetes – Gerard Koolschijn
- 1993 – Philoctetes – Karel Hermans
- 2004 – Filoktetes – Hein van Dolen
- 2016 – Filoktetes – Johan Boonen

## Bewerking
De Franse classicist Châteaubrun maakte een bewerking van het stuk (1755), vertaald door Jacobus Stamhorst (1758).

## Voetnoten
1. ↑  Philoctetes op het eiland Lemnos
2. ↑  Tekst gepubliceerd in Rudolf van de Perre, Anton van Wilderode. Dienstbaar het woord. Toespraken en teksten, 1985, p. 305-342
3. ↑  Philoctetes, Treurspel